# Dana Cervantes
Dana Elvira Cervantes García, más conocida como Dana Cervantes (Málaga, España; 18 de agosto de 1978) es una atleta olímpica española retirada, especializada en el salto con pértiga. En esta disciplina fue nueve veces campeona de España, plusmarquista nacional en 40 ocasiones y finalista en los Juegos Olímpicos de Atenas 2004.

## Biografía
En 1995, con 16 años, logró su primer título nacional, lo que la convirtió en la vencedora más joven de un Campeonato de España absoluto. Durante los primeros años de su carrera alternó la pértiga con otras disciplinas como el heptatlón y las pruebas velocidad, destacando especialmente en los 100 metros, con 11.95 en 1998.
Pero fue en pértiga donde obtuvo los mayores éxitos. A lo largo de su carrera fue campeona de España en nueve ocasiones: cuatro al aire libre (1995, 1999, 2002 y 2004) y cinco en pista cubierta (1997, 1998, 1999, 2000 y 2004). Batió 40 veces el récord de España de salto con pértiga: 17 veces en pista cubierta y 23 al aire libre. En 2004, durante su preparación para los Juegos Olímpicos, consiguió las mejores marcas de su carrera: con 4,46 metros en pista cubierta (registro que se mantuvo como récord nacional durante dos años) y 4,40 metros al aire libre (por entonces el récord nacional ya estaba en 4,45 metros). A nivel de clubes sus mayores éxitos los obtuvo en el Valencia Terra i Mar, donde contribuyó a conquistar cinco Ligas y cuatro Copas de la Reina, además del subcampeonato en la Copa de Europa de Clubes.
Fue internacional absoluta en 26 ocasiones, y otras seis veces en categoría júnior promesa. En su palmarés internacional destacan los oros conseguidos en los Juegos Iberoamericanos de Lisboa, en 1998, y en los Juegos del Mediterráneo de Túnez, en 2001. Participó en tres campeonatos Mundiales —dos en pista cubierta y uno al aire libre—, en seis Europeos —tres en pista cubierta y otros tantos al aire libre— y en los Juegos Olímpicos de Atenas 2004, donde logró clasificarse para la final, aunque no pudo competir por la fractura de una vértebra.
Tras la cita olímpica empezó el ocaso de su carrera, marcado por problemas físicos y personales. En 2008 consiguió la última medalla de su carrera: el subcampeonato de España en pista cubierta, con una marca de 4,30 metros. Nuevas lesiones truncaron sus aspiraciones de participar en los Juegos Olímpicos de Pekín 2008. Finalmente, en abril de 2009, con 30 años, anunció su retirada definitiva.

### Sanción
En agosto de 1998 y tras lograr un récord de España en Budapest, Cervantes se sometió voluntariamente a un control antidopaje para homologar la marca. El análisis tuvo que hacerse en Praga en agosto, donde por averías en sus aparatos no se conoció el resultado hasta octubre, resultando positivo por nandrolona finalmente. Ante el recurso presentado por la atleta, la Federación Española de Atletismo, apoyada por la Federación Internacional, aprobó el sobreseimiento del caso al detectar suficientes irregularidades en el procedimiento que arrojaban dudas sobre el deterioro de la orina y su consiguiente validez en un análisis. Sin embargo, el Consejo Superior de Deportes (CSD) recurrió la absolución ante el Comité Español de Disciplina Deportiva (CEDD), que en diciembre de 1999 le sancionó con dos años de suspensión, lo que le impidió acudir a los Juegos Olímpicos de Sídney 2000. Cervantes recurrió entonces a la justicia ordinaria, y en 2001 la Audiencia Nacional le dio la razón a la atleta, al considerar que el recurso del CSD fue presentado fuera de plazo.

### Vida personal
Al margen del atletismo, Cervantes ha estudiado la licenciatura de Comunicación Audiovisual en la Universidad de Málaga y ha trabajado como reportera en programadas deportivos de la cadena Punto Radio. Después de retirarse del atletismo, anunció su intención de ingresar en el cuerpo de bomberos de Málaga.

## Historial internacional
| Año  | Evento                                            | Lugar                     | Puesto | Marca   |
| ---- | ------------------------------------------------- | ------------------------- | ------ | ------- |
| 1997 | Universiada                                       | Catania, Italia           | Q      | 3,80 m. |
| 1997 | Campeonato Mundial de Atletismo en Pista Cubierta | París, Francia            | Q      | 3,70 m  |
| 1997 | Campeonato Europeo de Atletismo Júnior            | Liubliana, Eslovenia      | 11.ª   | 3,60 m  |
| 1998 | Campeonato Europeo de Atletismo                   | Budapest, Hungría         | 11.ª   | 4,05 m  |
| 2008 | Campeonato Europeo de Atletismo en Pista Cubierta | Valencia, España          | Q      | 3,80 m  |
| 1998 | Campeonato Iberoamericano de Atletismo            | Lisboa, Portugal          | 1.ª    | 3,95 m  |
| 1999 | Campeonato Europeo de Atletismo Sub-23            | Gotemburgo, Suecia        | 3.ª    | 4,15 m  |
| 1999 | Universiada                                       | Palma de Mallorca, España | 3.ª    | 4,10 m  |
| 1999 | Campeonato Mundial de Atletismo                   | Sevilla, España           | 14.ª   | 4,15 m  |
| 2001 | Juegos Mediterráneos                              | Túnez, Túnez              | 1.ª    | 4,10 m  |
| 2001 | Universiada                                       | Pekín, China              | 4.ª    | 4,10 m  |
| 2002 | Campeonato Europeo de Atletismo                   | Múnich, Alemania          | Q      | 4,15 m  |
| 2002 | Copa del Mundo de Atletismo                       | Madrid, España            | 3.ª    | 4,30 m  |
| 2001 | Campeonato Europeo de Atletismo en Pista Cubierta | Viena, Austria            | Q      | 4,20 m  |
| 2004 | Campeonato Iberoamericano de Atletismo            | Huelva, España            | 4.ª    | 4,10 m  |
| 2004 | Campeonato Mundial de Atletismo en Pista Cubierta | Budapest, Hungría         | Q      | 4,30 m  |
| 2004 | Juegos Olímpicos                                  | Atenas, Grecia            | 14.ª   | NM      |
| 2005 | Juegos Mediterráneos                              | Almería, España           | 7.ª    | 3,80 m  |
| 2005 | Campeonato Europeo de Atletismo en Pista Cubierta | Madrid, España            | Q      | 4,15 m  |
| 2006 | Campeonato Europeo de Atletismo                   | Gotemburgo, Suecia        | Q      | 4,00 m. |

## Mejores marcas
| Prueba                             | Fecha                            | Lugar                    | Marca     | Marca            |
| ---------------------------------- | -------------------------------- | ------------------------ | --------- | ---------------- |
| Salto con pértiga (aire libre)     | 12/07/2004 30/07/2004 20/08/2004 | Salamanca Almería Atenas | 4,40 m    |                  |
| Salto con pértiga (pista cubierta) | 31/01/2004                       | Zaragoza                 | 4,46 m    | Récord de España |
| 100 metros lisos (aire libre)      | 25/07/1998                       | Castellón                | 11.95     |                  |
| 60 metros lisos (pista cubierta)   | 1999                             | ????                     | 7.57      |                  |
| Salto de longitud (aire libre)     | 13/07/2007                       | Málaga                   | 5,09 m    |                  |
| Heptatlón (aire libre)             | 1998                             | ????                     | 4.243 pts |                  |

## Palmarés

### Internacional
- Campeonato Iberoamericano de Atletismo - Salto con pértiga
  -  Oro (1): 1998
- Juegos Mediterráneos - Salto con pértiga
  -  Oro (1): 2001
- Copa del Mundo de Atletismo - Salto con pértiga
  -  Bronce (1): 2002
- Universiada - Salto con pértiga
  -  Bronce (1): 1999

### Nacional

#### Absoluto
- Campeonato de España en pista cubierta - Salto con pértiga (5): 1997, 1998, 1999, 2000 y 2004.
- Campeonato de España al aire libre - Salto con pértiga (4): 1995, 1999, 2002 y 2004.
- Campeonato de España de Clubes (5): 2002, 2003, 2004, 2007 y 2008.
- Copa de la Reina de Clubes (4): 2002, 2003, 2004 y 2008.

#### Promesa y júnior
- Campeonato de España promesa en pista cubierta - Salto con pértiga (1): 1998
- Campeonato de España promesa al aire libre - Salto con pértiga (2): 1998 y 1999
- Campeonato de España júnior al aire libre - Salto con pértiga (1): 1996
- Campeonato de España júnior en pista cubierta - Salto con pértiga (1): 1997

## TED Dana Cervantes
El Club Málaga TED Archivado el 15 de julio de 2018 en Wayback Machine. (Tecnificación y Entrenamiento Deportivo) Atletismo ha sido creado por los entrenadores nacionales Dana Cervantes, Juan José Sánchez y Víctor Bombién. TED Dana Cervantes es un club de atletismo que nace de la ilusión, la experiencia, el trabajo compartido y de la filosofía compartida de tres entrenadores que aman este deporte. El club se ha creado como soporte para toda persona que se inicia en el atletismo con TED Dana Cervantes y necesita federarse por un club. Asimismo, TED Dana Cervantes atiende el entrenamiento de atletas de todos los niveles (desde la iniciación a la especialización, para atletas desde categoría infantil en adelante y alevines con prueba de nivel) hasta la preparación de pruebas físicas para opositores o practicantes de otros deportes que quieren optimizar aspectos determinados en su rendimiento. TED Dana Cervantes tiene el propósito de proporcionar un entrenamiento adecuado a las necesidades y objetivos de cada deportista, cuidando cada aspecto y planificando el entrenamiento de forma individual y personalizada.   